# Fazenda Capuava
A Fazenda Capuava é uma localidade rural na cidade de Valinhos cuja casa principal é considerada marco inicial da arquitetura moderna no Brasil e uma das principais herança da obra de Flávio de Carvalho. A casa foi tomabada pelo Condephaat (Conselho de Defesa do Patrimônio Histórico, Artístico, Arqueológico e Turístico do Estado de São Paulo) no ano de 1982.

## A casa
A casa da Capuava foi construída em 1936 e é um dos dois únicos projetos arquitetônicos concretizados por Flávio de Carvalho. O imóvel é cercado por vegetação nativa em uma área de 1.000 metros quadrados, sendo dividido em dois setores distintos: um salão social, com pé direito de 7,5 metros de altura, e a área íntima, com quartos, cozinha e banheiros, além de biblioteca e uma sala para guardar antiguidades e a memória da família.

## Links
- ACESA Capuava